# 競艇場

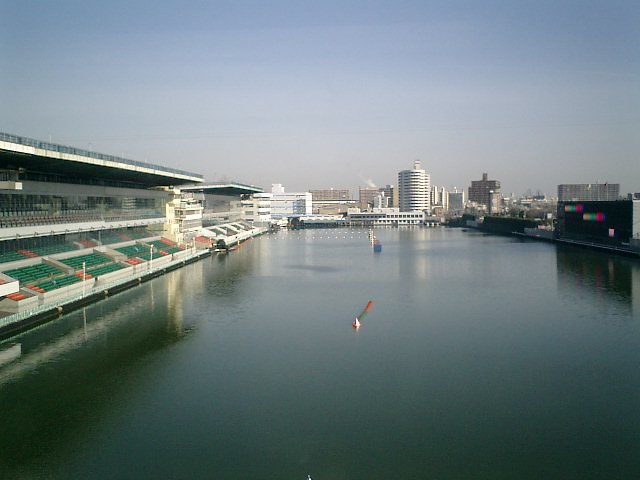
住之江競艇場の競走水面（左はメインスタンド、右は案内展示の画面の大きさとして世界第3位である「ボートくん」、中央奥は発走ピット）

競艇場（きょうていじょう）は、競艇を開催するための施設であり、現在では日本に24場、韓国に1場併せて25場が存在する。なお日本にはナイター競走開催ないしミッドナイトボートレース開催のためにナイター設備が設置されている場もある。

## 日本の競艇場の概要
「競艇#競走」も参照。
「競艇場」とはモーターボート競走法第4条の規定に基づき国土交通大臣の許可を受けて設置されたモーターボート競走場の通称である。各競艇場はそれぞれ事業施行者や設置者が定める例規に基づきそれぞれ正式名称があり、正式に「○○競艇場」という名称を持つ施設は福岡競艇場など一部の施設に過ぎない。
一般に日本では浜名湖競艇場・びわこ競艇場などの海の海面や湖の湖面を利用したコースと住之江競艇場・尼崎競艇場などの人工的に水面を作ったコースとに分けることが出来る。海面や湖面を利用したコースの場合、満潮・干潮によって水面が変化してレース展開が左右される競艇場では、スポーツ紙あるいはボート専門新聞などで、その競艇場周辺の満潮・干潮の時刻を掲載している。
1997年（平成9年）度より競艇の呼称が「競艇」へ正式に一元化された（それ以前は「競艇」の他に、「ボート」や「モーターボート競走」などとも呼ばれていた）ことを受け、「競艇場」と呼ばれるようになった。しかし、2010年（平成22年）からは統一呼称が「ボートレース」に変更されることになり、それぞれの競艇場は「○○ボートレース場」（愛称は「BOAT RACE ○○」）というレース場名を使用するようになった。
各場ではコースや施設（建物）の管理に加え、競走で使用されるボートやモーターの整備・維持管理も行っており、そのための整備士なども所属している。建物には観客席（スタンド）に加え、ピット・選手控室などが入る「競技棟」、選手宿舎などがある。
各場のスタンドには観客席や食堂・軽食スタンド、有料指定席やイベントホールなどがある。また場立ちの予想屋（場によってはアドバイザーと呼ぶ）がいて、レースの予想や解説をしている。予想屋は概ね100円程度で予想した買い目を教えてくれる。場によってはスタンドに隣接して競艇場外発売場を設置しているところもあり、他場の舟券も購入することが可能になっている。
また、レース開催日は各種ファンサービスを行っており、競艇場によっては現役の競艇選手とボートに乗ってコースを周回することも出来る（ペアボートなど）。

## 日本の競艇場一覧
- 競艇SG開催地についてはスペシャルグレードを参照。
- 各競艇場のマスコットキャラクターについてはスポーツのマスコットキャラクター一覧#競艇を参照。
- （注1）電投は電話投票番号の略。
- （注2）太字の競艇場はナイター競走開催地（ただし住之江では一部昼間開催もあり）。

| 電投 | 競艇場       | 地区 | 所在地               | アクセス                                                                               |
| ---- | ------------ | ---- | -------------------- | -------------------------------------------------------------------------------------- |
| 01#  | 桐生競艇場   | 関東 | 群馬県みどり市       | 岩宿駅（JR東日本）・阿左美駅（東武）・新桐生駅（東武）                                 |
| 02#  | 戸田競艇場   | 関東 | 埼玉県戸田市         | 戸田公園駅（JR東日本）・川口駅（JR東日本）・高島平駅（地下鉄）・成増駅（東武・地下鉄） |
| 03#  | 江戸川競艇場 | 関東 | 東京都江戸川区       | 平井駅（JR東日本）・船堀駅（地下鉄）・西葛西駅（地下鉄）                               |
| 04#  | 平和島競艇場 | 関東 | 東京都大田区         | 平和島駅（京急）・大森駅（JR東日本）                                                   |
| 05#  | 多摩川競艇場 | 関東 | 東京都府中市         | 競艇場前駅（西武）・府中本町駅（JR）・多磨霊園駅（京王）                               |
| 06#  | 浜名湖競艇場 | 東海 | 静岡県湖西市         | 新居町駅（JR東海）                                                                     |
| 07#  | 蒲郡競艇場   | 東海 | 愛知県蒲郡市         | 蒲郡競艇場前駅（名鉄）・三河塩津駅（JR東海）・蒲郡駅（JR東海・名鉄）                   |
| 08#  | 常滑競艇場   | 東海 | 愛知県常滑市         | 常滑駅（名鉄）                                                                         |
| 09#  | 津競艇場     | 東海 | 三重県津市           | 津駅（JR東海、伊勢鉄道、近鉄）・津新町駅（近鉄）                                       |
| 10#  | 三国競艇場   | 近畿 | 福井県坂井市         | 芦原温泉駅（JR西日本、ハピラインふくい）・あわら湯のまち駅（えちぜん鉄道）             |
| 11#  | びわこ競艇場 | 近畿 | 滋賀県大津市         | びわ湖浜大津駅（京阪）・大津京駅（JR西日本）・大津駅（JR西日本）                       |
| 12#  | 住之江競艇場 | 近畿 | 大阪府大阪市住之江区 | 住之江公園駅（地下鉄）                                                                 |
| 13#  | 尼崎競艇場   | 近畿 | 兵庫県尼崎市         | 尼崎センタープール前駅（阪神）                                                         |
| 14#  | 鳴門競艇場   | 四国 | 徳島県鳴門市         | 鳴門駅（JR）・徳島駅（JR四国）                                                         |
| 15#  | 丸亀競艇場   | 四国 | 香川県丸亀市         | 丸亀駅（JR）                                                                           |
| 16#  | 児島競艇場   | 中国 | 岡山県倉敷市         | 児島駅（JR西日本）                                                                     |
| 17#  | 宮島競艇場   | 中国 | 広島県廿日市市       | 宮島ボートレース場駅（臨時駅・広電）・宮島口駅（JR西日本）                             |
| 18#  | 徳山競艇場   | 中国 | 山口県周南市         | 櫛ケ浜駅（JR西日本）                                                                   |
| 19#  | 下関競艇場   | 中国 | 山口県下関市         | 長府駅（JR西日本）                                                                     |
| 20#  | 若松競艇場   | 九州 | 福岡県北九州市若松区 | 奥洞海駅（JR九州）                                                                     |
| 21#  | 芦屋競艇場   | 九州 | 福岡県遠賀郡芦屋町   | 遠賀川駅（JR九州）                                                                     |
| 22#  | 福岡競艇場   | 九州 | 福岡県福岡市中央区   | 天神駅（地下鉄）・西鉄福岡（天神）駅（西鉄）                                           |
| 23#  | 唐津競艇場   | 九州 | 佐賀県唐津市         | 東唐津駅（JR九州）                                                                     |
| 24#  | 大村競艇場   | 九州 | 長崎県大村市         | 大村駅（JR九州）                                                                       |

### 各競艇場の詳細及び特徴
桐生競艇場
ドラキリュウナイター実施。日本最北端（ここより北は、冬期に水面が凍結するため競艇場は作れない）かつ日本一標高が高い所にある競艇場で冬場になると上州山脈からの強風が時により強く吹き付ける。競艇界において初めてナイター競走を開催した競艇場。関東地方唯一のナイター競走の競艇場。施行者はみどり市。
戸田競艇場
戸田公園大橋から1マークが眺められる。日本一水面が狭隘で、第一ターンマークとスタンドとの距離も一番短い。1996年に賞金王決定戦競走（ボートレースグランプリ）を開催した。施行者は戸田ボートレース企業団と埼玉県都市ボートレース企業団。
江戸川競艇場
日本で唯一、一級河川（中川）を競走水面としている競艇場で、干潮と満潮による水流の影響を最も受けやすく、待機行動も特徴がある。天候や水面模様によっては頻繁にレースが延期や中止となる事があり､開催されても急な突風等でスタート事故や転覆等､他の競艇場に比べてアクシデントが多発しやすい開催場とも言える。ボートレースダービー（全日本選手権）の開催実績はあるものの1958年に開催された為特別競走の扱いとなる。1988年度に競艇界がグレード制になって以降、2022年現在日本の競艇場で唯一SGはおろかSGに準ずる規模のプレミアムG1（2013年までの全国発売G1）が開催された事がない。スタンドからは東京スカイツリーを望める。施行者は、東京都六市競艇事業組合と東京都三市収益事業組合。全国にある競艇場の位置としては最東端である。
平和島競艇場
東の「都市型競艇場」。大井競馬場と隣接している。1991・2000・2014年、2020年にボートレースグランプリを開催した。2022年現在、静岡県以東の東日本の競艇場で唯一複数回ボートレースグランプリを開催している。施行者は府中市。
多摩川競艇場
中央自動車道を挟んですぐ近くに東京競馬場がある。関東平野という場所に加え周囲が防風林で囲まれている為、風の影響が少ない日本一静かな水面でありその水面の広さは全国有数である。また風の影響が少ない為本来はポールポジションである筈の優勝戦1号艇は勝率が低く、2007年には数多くの有力選手が敗退しており、「魔の優勝戦1号艇」「多摩川の優勝戦1号艇には魔物が潜んでいる」ともいわれている。施行者は青梅市と東京都四市競艇事業組合。
浜名湖競艇場
日本一水面が広い。比較的うねりの少ない静かな水面である一方、周辺に遮蔽物が無い為遠州の空っ風と呼ばれる季節風の影響を受けやすい。施行者は浜名湖ボートレース企業団。
静岡県内に立地する公営レース場において、当所のみが名古屋を中心とした「東海」エリアに組み入れられている（静岡県の場合、競輪は南関東、オートレースは関東の枠組みに含まれている。これはそれぞれのレースを主管する官庁の管轄が影響している）。
蒲郡競艇場
ムーンライトレース実施。初めてSGをナイター競走として開催した（2002年に行われたSG第48回総務大臣杯争奪モーターボート記念競走（ボートレースメモリアル））。2006年春以降、全開催がナイター競走。施行者は蒲郡市（2009年度までは岡崎市も施行者だった）。
常滑競艇場
中部国際空港がすぐ近くにある。伊勢湾に面している為海からの風が入りやすく追い風になりやすい立地となっている。施行者は常滑市と半田市。
津競艇場
演歌歌手の鳥羽一郎が当競艇場の名誉執行委員長を務めている。冬場になると上州山脈からの強風が時により強く吹き付ける桐生競艇場同様に鈴鹿山脈からの強風が強く吹き付ける。施行者は津市。
三国競艇場
本州日本海側で唯一の競艇場。海水を利用しておらず淡水で日本海からの海風や季節風が吹き付ける為、追い風の日や安定板をつけたレースが多い。施行者は越前三国ボートレース企業団。
びわこ競艇場
日本で唯一、競艇場名が平仮名の場。向こう側には近江富士、1マーク側には大津港又は浜大津、2マーク側には比良山系等が望める。施行者は滋賀県。
住之江競艇場
全国の競艇場の中で最もSG開催数が多い競艇場（別名・「競艇のメッカ」）。都市型競艇場並びに関西の公営競技場では初となるナイター競走として住之江シティーナイターレース開催。2マークの向こう側にはあべのハルカスの展望台・ハルカス300が見える。施行者は大阪府都市ボートレース企業団と箕面市。
尼崎競艇場
向正面の案内表示の後に当競艇場への連絡駅である、阪神本線の尼崎センタープール前駅と外向場外発売場のセンプルピアがある。2マークから1マークまで一直線に並び、全国の競艇場でターンマークの振りがない唯一の競艇場。施行者は尼崎市と伊丹市。
鳴門競艇場
大型映像装置の大きさは住之江競艇場に次ぐ。当競艇場を挟み撃ちする形で小鳴門橋と小鳴門大橋の2つの斜張橋がある。2014年から2016年まで南海地震への対策のため休催。完成後はコンパクトなボートレース場として生まれ変わった。長年江戸川と並ぶ全国発売競走未開催のボートレース場だったが、2016年にSGが初めて開催され、以後は定期的にSGまたはプレミアムG1を開催している。施行者は鳴門市と松茂町ほか二町ボートレース事業組合。
丸亀競艇場
ナイター競走としてまるがめブルーナイターを実施。場外発売場の最初の競艇場外発売場として設置されたボートピアまるがめとは目と鼻の先で、直線距離で約500メートルしかない。施行者は丸亀市と香川県中部ボートレース事業組合。
児島競艇場
すぐ近くに本州と四国を結ぶ瀬戸大橋がある。施行者は倉敷市と備南ボートレース事業組合。2022年11月1日には3連単761,840円の競艇界史上最高額の払戻金を記録している。
宮島競艇場
スタンドから日本三景の一つである「安芸の宮島」が望める。広島電鉄宮島線の駅が併設されている。施行者は宮島ボートレース企業団。なお2022年現在、スタート事故による史上最高額の返還金が出た競艇場である。
徳山競艇場
すぐ近くに太華山がある。施行者は周南市。モーニング競走を行っている。2011年5月に682,760円という競艇界史上最高額の払戻金が出た競艇場（2022年11月1日には児島競艇場が3連単で761,840円の史上最高額の配当を記録している）。
下関競艇場
薄暮競走とミッドナイトボートレースを、ともに全国で初めて開催した。2017年4月から海響ドリームナイターの名称でナイター競走を、2021年10月からミッドナイトボートレースを、それぞれ実施。なお鳴門以外の中四国にある競艇場（丸亀、児島、宮島、徳山）と共に満潮干潮時の潮位の差が大きい。施行者は下関市。
若松競艇場
パイナップルナイター実施。西日本の競艇場として初のナイター競走を開催した競艇場。ミッドナイトボートレースも開催されている。第1回国土交通大臣旗争奪全日本選手権競走（ボートレースダービー）が開催された。芦屋競艇場とは、競艇場同士の直線距離が日本一短い競艇場。交通の便として此処から車で約35 - 40分行くと海上空港の北九州空港に着く。施行者は北九州市と中間市行橋市競艇組合。
芦屋競艇場
若松競艇場とは、競艇場同士の直線距離が日本一短い競艇場。すぐ近くを遠賀川が流れる。全国初のモーニング競走を行った競艇場。全国では唯一の人口2万人以下の町村部にある競艇場。施行者は芦屋町。
福岡競艇場
西の「都市型競艇場」であり、バックストレッチに福岡高速環状線、すぐ近くに大相撲九州場所の会場である福岡国際センター・マリンメッセ福岡等がある。2007年には賞金王決定戦競走を大阪より西にある競艇場で初めてかつ唯一開催した。那珂川の河口に位置している為、1マークが那珂川の川面に半分近く張り出している関係で風向き、風力、潮の干満によって、うねりが発生する。またうねりが発生していない（引き潮の）時は静水面になるもののうねりが発生しているかしていないかの判断は目視では難しく、選手レベルでも確認が難しい。施行者は福岡市と福岡都市圏広域行政事業組合。
唐津競艇場
モーニング競走を行っている。施行者は唐津市。
大村競艇場
場内に「競艇発祥の地」と書かれた石碑が有る日本最西端かつ最南端の競艇場。場内から離着陸する飛行機が見られる。大村では2010年を目途にナイター競走を実施する予定であったが、状況の変化等により中止となった。その後事情が好転し、2018年9月よりナイター競走を開始し、「発祥地ナイター」の名称を使用する。実施施行者は大村市。2022年3月21日に行われたSG第57回ボートレースクラシックで遠藤エミが女性レーサーで史上初のSG制覇を成し遂げた競艇場である。また同年には福岡競艇場に続いて2ヵ所目となる大阪より西にある競艇場でボートレースグランプリが開催された。ミッドナイトボートレースも開催されており、特にこの開催による売上が大きく影響し、2020年度以降、最新の2023年度まで平和島、住之江や福岡など都市部にある競艇場をも上回り4年連続で売上額日本一を続けている。

### かつて存在した競艇場
狭山競走場
現在の大阪府大阪狭山市に存在していたが、経営難や水面として利用していた狭山池の干ばつが要因となり、1956年（昭和31年）4月10日に閉鎖、住之江競艇場へと移転された。
半田競艇場
愛知県半田市に存在していたが、1959年（昭和34年）9月26日の伊勢湾台風により壊滅状態となり閉鎖、廃止される事となった。

### 移転した競艇場
競艇開始から約10年を経過した昭和30年代後半には、各競艇場の施設が老朽化し不備な点も生じていたため、施設の改善が問題視されるようになった。このため、運輸省の勧奨により同省、全国モーターボート競走施行者協議会、全国モーターボート競走会連合会、日本モーターボート選手会の代表に学識経験者等をもって構成する「施設改善調査会」を設置し、各場の実態調査と改善を促進することとなり、1963年（昭和38年）3月から5月にかけて23場の調査を行い、必要な改善勧告を行った。これにより、昭和40年代には各地で競艇場の施設改善が活発化し、開設当初、河川を利用して設置された競艇場の多くは、この勧告を受けて、より公正安全な競走が実施可能な場所へ移転する計画が具体化し、1968年には4月に浜名湖、7月に三国、1969年には4月に芦屋、6月に津の各競艇場がそれぞれ移転した。
浜名湖競艇場
静岡県浜名郡舞阪町（現：浜松市中央区）の弁天島乙女園に存在していたが、レースコース近くに一般航路があり、漁船、遊覧船等の通行があること。浜名湖特有の流砂の障害に対して、レースコースの水深維持が困難であることから、施設改善調査会の勧告を受け、1968年3月19日の開催を最後として閉場した。なお、現在の競艇場施設は1968年4月3日に竣工式を行い、翌4月4日より使用されている。
三国競艇場
福井県坂井郡三国町（現：坂井市三国町）の九頭竜川河口の河川敷地に存在していたが、1966年4月に九頭竜川が一級河川に昇格することに伴い建設省より撤去移設を指示されたため、1968年6月30日付で廃止された。なお、現在地の競艇場施設は1968年6月28日に完成し、同年7月9日より使用されている。
芦屋競艇場
福岡県遠賀郡芦屋町の遠賀川河口に存在していたが、1966年4月に遠賀川が一級河川に昇格することに伴い建設省より撤去移設を指示されたこと、1967年1月運輸省告示第27号による「モーターボート競走場の構造及び施設の規格」に合致した施設とする必要があることから現在地に移転することとなった。1969年3月に完成し、同年4月10日より使用されている。
津競艇場
三重県津市の岩田川河口に存在していたが、漁船の航行、干潮浮遊物等種々の問題があったこと、ファンの増加に従って狭くなってきたこと、「モーターボート競走場の構造及び施設の規格」に合致した施設とする必要があることから現在地に移転することとなった。1969年6月29日より使用されている。
唐津競艇場
佐賀県唐津市の松浦川河口付近に存在していたが、市街地に隣接し、施設が狭く、騒音や交通渋滞の問題があったため、昭和40年代中頃から移転計画が進められ、松浦川河畔の現在地に移転することとなった。1975年3月13日より使用されている。

### 計画のみの競艇場
我孫子市
我孫子町時代の1951年に、水質悪化でリゾート地としての地位が低下した手賀沼周辺の活性化策として建設計画が持ち上がり町内を二分する議論となったが、1956年の町長選で反対派が当選し撤回となった。
相模湖競艇場
1954年に神奈川県津久井郡の町村により「相模湖モーターボート競走組合」を結成し日連村での競艇場建設を進めたものの工事の遅延により建設を断念し、1958年6月に、東京都内の競艇場を借りての競走実施の方針と決まった。
三笠市
1985年に石炭産業再編後を見据えた市の振興計画の一環で財源確保と雇用創出を目的とした予算300億円規模の競艇場建設計画が打ち出され、設置推進期成会や市議会特別委員会を設置し検討を行った。
1988年時点では総事業費200億円で桂沢湖周辺を建設候補地とし20万平米の敷地で長さ450m×幅150m・水深2.5mの人工型の競走水面と6千人収容のスタンド席を備えた全天候型ドームと駐車場5000台・選手管理棟・整備棟・食堂を建設し直接雇用700人と年間約8億円の税収を見込み1989年度着工の計画とした。また1989年時点では総事業費300億円で川端町地区の旧住友奔別炭鉱跡地40万平米に桂沢案から拡大し長さ600m×幅150m・水深2mの競走水面と6千人規模のスタンドを備えたドームで年間156日開催・一日平均入場者6000人・収支分岐点一日4300人・一人あたり平均舟券購買額4万円（当時の全国平均は4.7万円）・初年度売上3.6億円・10年後売上25.3億円・返済期間15年の見積もりで札幌・岩見沢・旭川からの無料送迎バスの運行も行い実際の耐用年数は返済期間以上で十分に返済できるとし、運営主体の第三セクターには鹿島建設、三井物産、北海道中央バス、栗林商会の参加が内定していた。
しかし公営競技施設の新設を禁止した1958年の閣議了解や、建設に向けての運輸大臣許可のための知事の意見書が必要なところを過去の道営競輪事業の廃止に起因する北海道庁の公営競技への消極的姿勢がマイナス要因となり、その後1989年には横路孝弘北海道知事が閉山対策本部の現地調査において消極的姿勢の見解を明確化、そして1991年に建設反対派の青木銀一が市長に就任し、9月に市議会で誘致中止を決議し断念された。
苫小牧市
1995年頃に赤平市・芦別市・歌志内市や美唄市といった空知地方の旧産炭地域の自治体が炭鉱に代わる財源の確保を目的として競艇の施行者となり、元朝日生命専務が経営する「北海道エムビー」が建設を行う形で苫小牧での競艇場建設計画が検討されていた。
古川市
化女沼保養ランドを運営していた古川商会が社有地4万坪と合わせた化女沼での競艇場建設を1985年12月に古川市議会に提案、総工費約100億円を見込んだ。
三本木町
古川市化女沼での建設計画が進捗せず、代案として地元地権者や熊谷組の3名・日本船舶振興会の代表者により三本木町伊賀地区で長さ500m・水深2.3m・幅200ｍの競争水面と3.15万平米のスタンドからなる建設計画を1986年1月に三本木町議会に提案しており、建設費は熊谷組が負担するとしていた。

### ナイター競艇の内容
番号はナイター開始順。
| No. | 開催場       | 所在地                       | ナイター名称 （○○ナイター） | 照明塔の詳細              | ナイター開始時期 | ナイター開催時期 |
| --- | ------------ | ---------------------------- | --------------------------- | ------------------------- | ---------------- | ---------------- |
| 1   | 桐生競艇場   | 群馬県みどり市（旧・笠懸町） | ドラキリュウ                | 照明は横長で支柱は1本     | 1997秋           | 通年             |
| 2   | 蒲郡競艇場   | 愛知県蒲郡市                 | ムーンライトレース          | 照明は横長で支柱は1本     | 1999夏           | 通年             |
| 3   | 若松競艇場   | 福岡県北九州市若松区         | パイナップル                | 照明は横長で支柱は1本     | 2004春           | 通年             |
| 4   | 住之江競艇場 | 大阪府大阪市住之江区         | シティ                      | 照明は横長で支柱は2本     | 2006夏           | 通年             |
| 5   | 丸亀競艇場   | 香川県丸亀市                 | ブルー                      | 照明は逆三角形で支柱は2本 | 2009春           | 通年             |
| 6   | 下関競艇場   | 山口県下関市                 | 海響（かいきょう）ドリーム  | 照明は横長で支柱は1本     | 2017春           | 通年             |
| 7   | 大村競艇場   | 長崎県大村市                 | 発祥地                      | 照明は横長で支柱は1本     | 2018秋           | 通年             |

## 韓国の競艇場
- 渼沙里（ミサリ）漕艇競技場